# Jamok (rejon diedowiczski)
Jamok (ros. Ямок) – wieś (ros. деревня, trb. dieriewnia) w zachodniej Rosji, w wołoscie Pożeriewickaja (osiedle wiejskie) rejonu diedowiczskiego w obwodzie pskowskim.

## Geografia
Miejscowość położona jest przy drodze regionalnej 58K-018 (Porchow – Łoknia), 4,5 km od centrum administracyjnego osiedla wiejskiego (Pożeriewicy), 10,5 km od centrum administracyjnego rejonu (Diedowiczi), 94,5 km od stolicy obwodu (Psków).

## Demografia
W 2010 r. miejscowość zamieszkiwało 27 osób.